# Eux Stocke
Eugen, genannt „Eux“ Stocke (* 27. Juni 1895 in Dirmstein; † 3. März 1992 in Rödental bei Coburg) war ein deutscher Unternehmer, der sich als Mäzen in den Bereichen Sport und Kultur engagierte.

## Leben

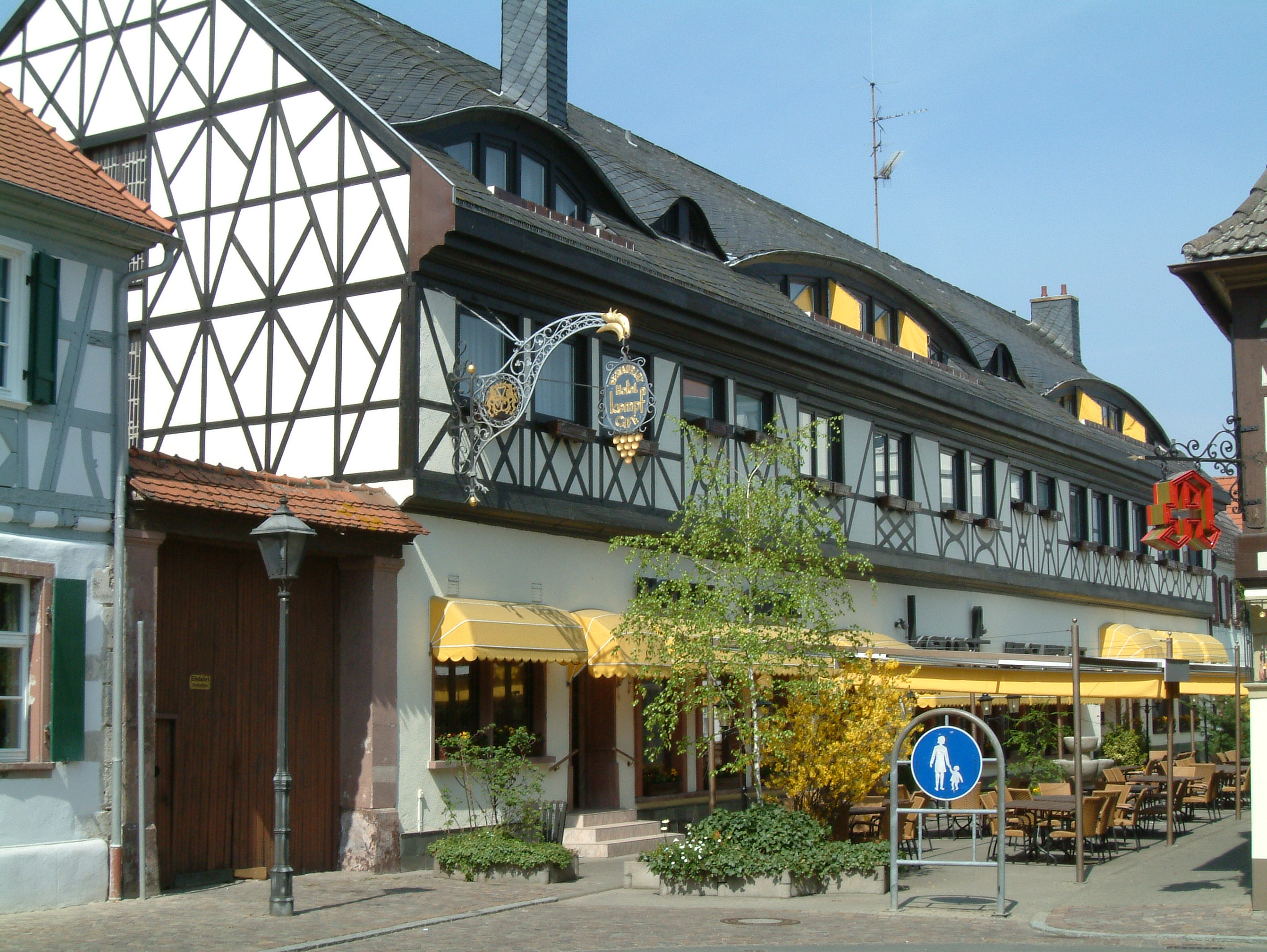
Stockes Geburtshaus in Dirmstein, das spätere Café Kempf

Stocke wurde in Dirmstein im Gebäude des späteren Cafés Kempf als Sohn des Bäckers und Weingutsbesitzers Roland Heinrich Stocke (Roland Stocke II.) und seiner Ehefrau Jakobine Katharina Brubacher geboren. Seine ältere Schwester hieß Cläre.
Er besuchte ein Gymnasium in Lübeck und legte dort zu Beginn des Ersten Weltkrieges das Abitur ab. Sofort danach wurde er zum Militär eingezogen und diente als Offizier. Wegen einer schweren Verwundung musste er seine angestrebte Sportlerkarriere aufgeben. An der Universität Heidelberg studierte er Wirtschaftswissenschaften und promovierte 1924 mit dem Thema „Die Einwirkungen des Versailler Friedensvertrages auf die Rheinschiffahrt unter besonderer Berücksichtigung ihrer Verkehrsorganisation“ zum Doktor der Wirtschafts- und Sozialwissenschaften. Während des Studiums schloss er sich der Landsmannschaft Teutonia Heidelberg an.
1925 zog Stocke nach Oeslau (heute Stadtteil von Rödental), ein Jahr später heiratete er Rut Goebel, die Tochter des Porzellanfabrikanten Max Louis Goebel, und übernahm nach dessen Tod 1929 zusammen mit seinem Schwager Franz Goebel die Unternehmensleitung der Porzellanfabrik W. Goebel. Insbesondere die 1935 vorgestellten Hummel-Figuren sollten sich zu einem dauerhaften und wertvollen Umsatzträger für das Unternehmen entwickeln. Nach seiner Teilnahme am Zweiten Weltkrieg baute Stocke die Porzellanfabrik zu einem wichtigen Unternehmen der Region aus. 

## Verdienste und Ehrungen

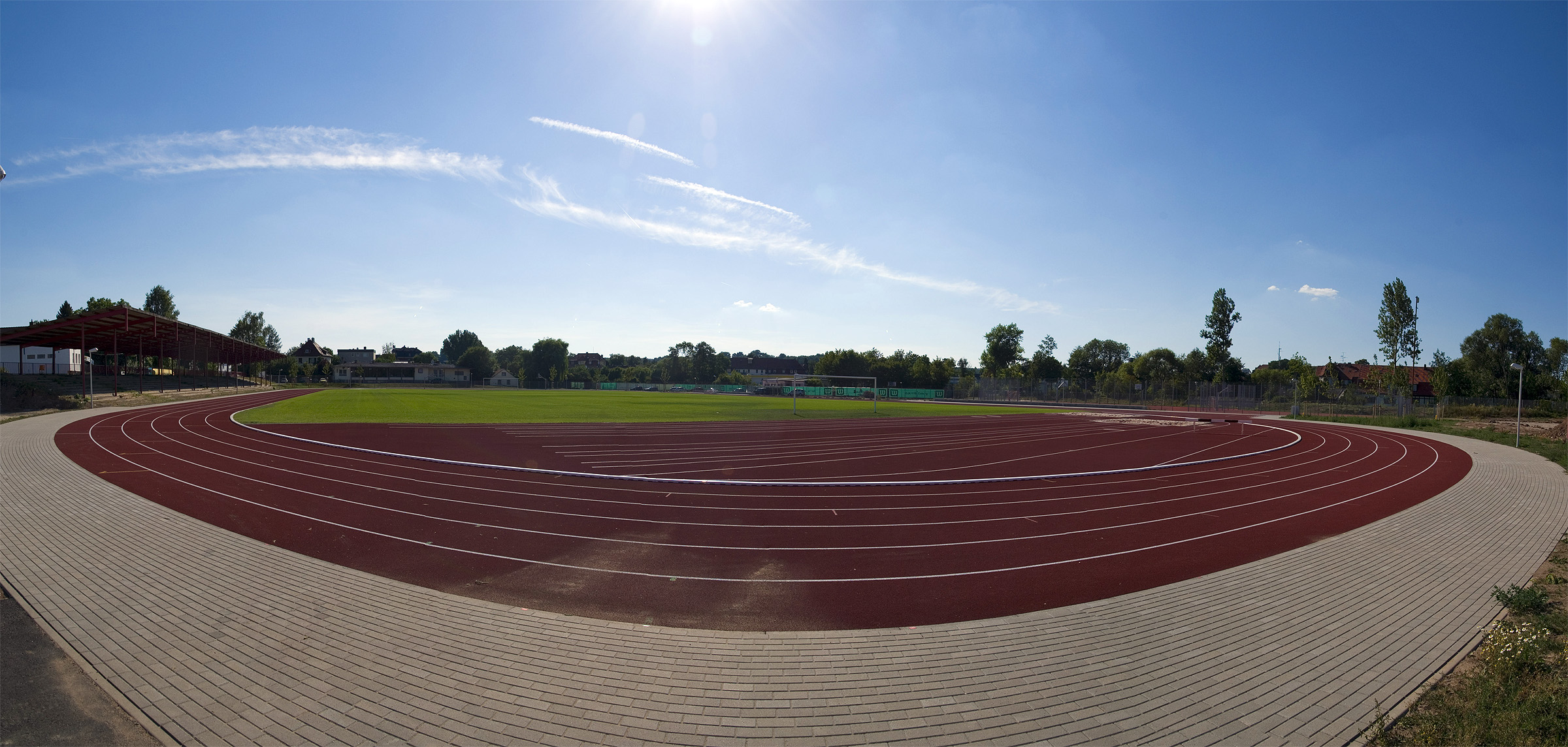
Dr.-Stocke-Stadion in Coburg

Zusammen mit seiner Frau setzte sich Stocke intensiv für soziale, kulturelle und sportliche Belange ein. Jahrelang war er Mäzen und Vorsitzender des VfB Coburg; zu seinem 70. Geburtstag 1965 wurde das heutige städtische Fußballstadion in der Wiesenstraße in Dr.-Stocke-Stadion umbenannt. Die Stadt Coburg ehrte ihn im Jahr 1973 mit dem goldenen Ehrenring und nahm ihn 1985 in die Ehrentafel des Rathauses auf. Als Altersruhesitz wählte Stocke die Stadt Rödental, die ihn am 25. Juni 1985 zum Ehrenbürger ernannte. 
Auch seinem Geburtsort Dirmstein blieb Stocke zeitlebens verbunden; insbesondere förderte er als Ehrensenator den Karnevalverein „Die Gaumekitzler“. In Anerkennung seiner Verdienste verlieh ihm die Gemeinde Dirmstein am 22. Juni 1976 die Ehrenbürgerschaft; in den 1980er Jahren erhielt zudem der Ratssaal im barocken Sturmfederschen Schloss den Namen Eux-Stocke-Saal.
Stocke war unter anderem Träger des Bundesverdienstkreuzes 1. Klasse, des Bayerischen Verdienstordens, der goldenen Ehrenplakette der Deutschen Olympischen Gesellschaft und des Deutschen Fußball-Bundes.